# С-кінцевий домен РНК-полімерази ІІ
C–кінцевий домен (C-термінальний домен, англ. carboxy-terminal domain, CTD) — довгий невпорядкований хвіст RPB1-субодиниці РНК-полімерази II. CTD складається з консервативної гептапептидної послідовності Tyr1 Ser2 Pro3 Thr4 Ser5 Pro6 Ser7, яка тандемно повторюється. Кількість повторів значно варіює між різними видами організмів — від 5 у Plasmodium yoelii до 26 у Saccharomyces cerevisiae і 52 у Homo sapiens. Амінокислотні залишки у складі гептапептиду є субстратами різноманітних пост-трансляційних модифікацій, які включають фосфорилювання, глікозилювання (O-GlcNAc модифікація) та ізомеризацію між цис- і транс- конформацією проліну. Крім того, неконсенсусні залишки Lys і Arg у складі CTD деяких організмів можуть піддаватися метилуванню, убіквітинуванню або ацетилуванню. Патерни модифікацій являють собою «CTD код», який визначає спорідненість домену до численних білків (факторів транскрипції, факторів модифікації хроматину, ферментів процесингу РНК), які послідовно приєднуються до активної полімерази у процесі транскрипції.
C–кінцевий домен не є критично важливим для здійснення РНК-полімеразою II каталітичної активності. Однак, він має вирішальне значення у регуляції всіх етапів процесу транскрипції, а також відіграє важливу роль у процесингу мРНК: кепуванні, сплайсингу, поліаденілуванні, .

## Генетичні дослідження
На дріжджах було показано, що мінімальна довжина CTD, необхідна для підтримки їхньої життєздатності, становить вісім повторів. Для подолання температурної чутливості та появи ауксотрофних фенотипів потрібно 13 повторів. Таким чином, для повноцінного функціонування мало би вистачати половини консервативної послідовності. Проте, було показано, що зменшена кількість повторів — нестабільний стан. В подальшому, за рахунок ДНК-рекомбінації та розплетенню G4-структур у CTD-кодуючій ділянці, відбувається подовження послідовності, що підтримує дикий варіант фенотипу.

На лінії клітин бурсальної лімфоми курки (DT40) було показано, що C-кінцева послідовність, скорочена до 26 тандемних консенсусних повторів не впливає на життєздатність клітин, на відміну від скороченої CTD з варіативними повторами, яка значуще підвищувала летальність мутантних зразків. Заміна всіх залишків Ser 2 або Ser 5 на аланін призводила до загибелі клітин, тоді як мутанти по Ser 7 (S7A) були повністю життєздатними. У клітин з S2A і S5A виявили дефекти в транскрипції та обробці РНК, клітини S7A, при цьому, зберігали нативні характеристики.

## Функціональна роль

### Ініціація транскрипції
РНК-полімераза рекрутується до промотора з немодифікованим CTD і формує пре-ініціаторний комплекс (PIC, pre-initiation complex), взаємодіючи з базальними факторами транскрипції TFIIA, TFIIB, TFIID, TFIIE, TFIIF, TFIIH. CTD грає важливу роль у формуванні PIC, оскільки немодифікований домен має високу спорідненість до медіатора — мультибілкового комплексу, що здійснює передачу активаційних сигналів від дистальних та проксимальних елементів на промоторній ділянці до РНК-полімеразного комплексу. Висока спорідненість пояснюється утворенням великої кількості водневих та гідрофобних зв'язків з субодиницями медіатора.

Збирання преініціаторного комплексу є першою подією процесу ініціації. Спочатку утворюється закритий комплекс — промоторна ділянка більшою мірою зв'язана з транскрипційними факторами, ДНК-зв'язувальний центр закритий. Наступна подія — утворення відкритого комплексу — відбувається локальне плавлення ДНК за рахунок геліказної активності TFIIH. Нематричний ланцюг після цього захоплюється фактором TFIIF, матричний — занурюється в активний центр, де взаємодіє також із N-кінцевою частиною TFIIB. Починається синтез короткого первинного транскрипту, коротка гібридна подвійна спіраль стабілізується тим самим N-кінцевим доменом TFIIB, який при цьому блокує канал виходу РНК. На наступному кроці фосфорилюються Ser5 гептапептидних послідовностей CTD, що є точкою перемикання ініціації на елонгацію та Ser7, що контролює експресію малих ядерних РНК. Фосфорилювання здійснюється циклін-залежною кіназою 7 (Cyclin-dependent kinase 7, CDK7; відома як Kin28 у S. cerevisiae), яка є компонентом TFIIH. У результаті, CTD втрачає зв'язок із базальними факторами транскрипції та медіатором, які дисоціюють від полімерази — відбувається очищення промотора. Після фосфорилювання Ser5 і Ser7, інші амінокислотні залишки також динамічно фосфорилюються/дефосфорилюються, відносна кількість цих модифікацій змінюється.

### Транскрипційна пауза та кепування
Промоторно-проксимальна пауза (promotor-proximal pausing) — ключова подія елонгаційного процесу у багатоклітинних організмів, яка виникає на відстані +20 — +100 п.н. відносно стартової точки (TSS, transcription start site). Затримка відбувається в результаті приєднання до РНК-полімерази II фактору DSIF (DRB-sensitivity inducing factor, DRB — синтетичний інгібітор транскрипції, який працює тільки за наявності фактора), який рекрутує NELF (negative elongation factor). Процес відбувається за рахунок підвищеної спорідненості DSIF до фосфорильованого Ser5 у складі CTD. Під час цієї паузи гуанілтрансферази і метилтрансферази, відповідальні за процес кепування 5’-кінця пре-мРНК, зв'язуються із CTD, який аллостерично активує гуанілтрансферазу.
Наступним етапом приєднується P-TEFb (positive transcription elongation factor B), утворений комплексом циклін-залежної кінази 9(CDK9) та цикліну Т (cyclin T). P-TEFb каталізує реакцію приєднання фосфатного залишку до Ser2 у складі CTD, також фосфорилює NELF, викликаючи його дисоціацію, і фосфорилює DSIF/Spt5, перетворюючи його на позитивний фактор елонгації, який запускає вивільнення РНК-полімерази II і відновлює процес утворення транскрипту. Цей етап збігається з процесом рекрутування до CTD інших факторів елонгації та комплексів ремоделювання хроматину,. Також P-TEFb залучений у регуляцію термінації та відщеплення 3'кінця транскрипту.

### Елонгація через хроматин
Під час елонгації основною перешкодою для безперервного руху полімерази вздовж матриці є структура хроматину. Вона обмежує доступність транскрипційних ділянок і за фізіологічних умов зберігає високу стабільність за рахунок сильних електростатичних взаємодій між гістонами та ДНК. Оскільки переміщення нуклеосом є необхідним для експонування відповідних послідовностей ДНК, до полімерази рекрутується низка комплексів ремоделювання хроматину, що регулюється в тому числі модифікаціями CTD послідовності .
Фосфорилювання Ser5 (Ser5Р) під час переключення ініціації на елонгацію індукує приєднання білків, асоційованих зі специфічним метилтрансферазним комплексом Set1 (COMPASS) до 5’ кінця гену. У свою чергу Set1 каталізує реакцію потрійного метилування Lis4 у складі H3 (H3K4me3). Метилування ініціює приєднання NURF комплексу (ISWI АТРаза), який далі індукує сайдинг нуклеосоми без масштабних змін її структури. Також H3K4mе3 зумовлює приєднання інших факторів елонгації. Ser5P та Ser2P важливе для рекрутування метилтрансферази Set2, яка метилює H3K36. H3K36m має вирішальне значення для регулювання елонгації транскрипції, стабільності хроматину та для запобігання ініціації інтрагенної транскрипції. Останнє частково забезпечується шляхом рекрутування та активації комплексу гістондеацетилази (HDAC) RPD3S,. Через CTD до РНК-полімерази II здатні приєднуватись Set3 та інші HDAC, а також гістонацетилтрансферазні комплекси (HAT), такі як NUA4 та SAGA120. Ці дані демонструють важливість транскрипції та фосфорилювання CTD у процесі ацетилування гістонів. Однак, оскільки і HDAC і HAT можуть рекрутуватись до полімерази, точні механізми, за допомогою яких відбувається регуляція ацетилування, невідомі. Окрім того, дослідження останніх років демонструють зв'язок між фосфорилюванням CTD та топологією ДНК під час елонгації через активацію ДНК-топоізомерази І. Дані роботи розширють знання, щодо функціональної ролі CTD, та відкривають нові горизонти для подальших досліджень.

### Сплайсинг
Процес сплайсингу також відбувається одночасно з нарощуванням послідовності транскрипту. Майже одразу після синтезу 3’-сплайс-сайту запускається процес вирізання інтрону, який здійснюється сплайсосомою — складним білково-нуклеїновим комплексом, який складається з п'яти типів малих ядерних РНК (U1, U2, U4, U5, U6) та асоційованих з ними специфічних білків. Сплайсосома, у свою чергу, також зв'язана з CTD.
У ссавців, фосфорилювання CTD корелює з зі збільшенням ефективності сплайсингу, мутація залишку Ser2 значно знижує здатність сплайсосоми до рекрутування. У дріжджів, сплайсосома взаємодіє з Ser5P. За допомогою методів ChiP, mNET-seq і CRAC було проведено картування CTD-модифікацій на РНК-транскрипті, що продемонструвало динамічне фосфорилювання/дефосфорилювання CTD під час зчитування конкретних геномних локусів. Так, було показано, що CTD підлягає значній модифікації у вузькій області біля ділянок зшивання сплайс-сайтів. У дріжджів ділянка транскрипції 3’-сплайс-сайту асоційована з низьким рівнем Thr4P та підвищеним рівнем Ser5P та Ser7P. У ссавців, також була виявлена залежність між Ser5P і появою транскриптів проміжних форм, які піддалися першій реакції трансестерифікації.
David, Charles J et al. у своїй роботі запропонували модель активації CTD — залежного сплайсингу через U2AF–PRP19C комплекс. PRP19C — білковий тетрамер, який знаходиться в ядрі активної сплайсосоми, але безпосередньо не контактує з РНК. Відповідно до моделі, результатом фосфорилювання Ser2 є приєднання до CTD факторів сплайсингу (SR), U1snRNP і U2AF–PRP19C. Останній комплекс приєднується через U2AF65. Далі, SR та U1snRNP розпізнають 5’-сплайс-сайт та рекрутують його до полімеразного комплексу. Це забезпечує його надійну фіксацію та, у подальшому, зближення кінців екзону для ефективної реакції зшивання.
Транскрипція 3’-сплайс-сайту активує перебудову білок — білкових взаємодій між U2AF65 та CTD на білок — РНК взаємодії, що забезпечує його розпізнавання. Далі відбувається послідовне збирання сплайсосоми, одні малі ядерні РНК заміюються на інші, рекрутуються необхідні білкові і РНК-компоненти, для каталізу реакцій сплайсингу.

### Поліаденілювання та термінація
C — кінцевий домен бере участь як у процесах термінації транскрипції, так і 3'-кінцевої обробки отриманої РНК. Сигнал термінації транскрипції та поліаденілування (так званий polyA-сигнал) складається з двох елементів послідовності: консенсус AAUAAA і розташована в -20 нуклеотидах нижче від нього U- або G/U-збагачена послідовність. Перший елемент упізнається гетеротетрамерним білком CPSF (cleavage-polyadenylation specificity factor). Три із чотирьох субодиниць фактора є компонентами базального фактора транскрипції TFIID — вони переносяться на CTD після ініціації, і далі полімераза несе їх на собі, доки вони не зустрінуть сигнал. Другий елемент polyA-сигналу впізнається фактором розрізання РНК CstF (Cleavage stimulation Factor). Взаємодія обох факторів з РНК є кооперативною — вони підсилюють зв'язування одне одного. Після первинного впізнання polyA-сигналу, поки РНК-полімераза II продовжує синтез РНК за сигналом (до 1000 нуклеотидів), до мультибілкового комплексу, що збирається на polyA-сигналі, долучаються polyA-полімераза (РАР), ще два фактори розрізання (Cleavage Factors) CF 1 і 2 та, можливо, інші білки. Збирання комплексу стимулюється зв'язаним з кепом СВС, а також сплайсосомою на останньому інтроні — сплайсинг останнього інтрона та розрізання / поліаденілування РНК здійснюються одночасно і стимулюють одне одного. Зокрема, білок U2AF, який знаходиться на останньому інтроні, взаємодіє з РАР. Приєднання CF 1 і 2 пов'язують з Ser2P, проте, оскільки профіль фосфорилювання другого залишку серину ближче до кінця транскрипції збільшується, підозрюють, що додатковим регулюючим процесом є дефосфорилювання Tyr1P, який у фосфорильованому стані блокує приєднання факторів термінації. Також, ChiP-аналіз продемонстрував пік для Thr4P, модифікованого залишку, який зв'язує Rtt103. Основними тригерам процесу термінації вважають розрізання та поліаденілування РНК, що активує конформаційні зміни в полімеразному комплексі і зниження спорідненості до ДНК та транскрипту. Роль CTD в цьому процесі наразі залишається малодослідженою.